# Кримський похід (1675)
Кримський похід (1675) — похід запорізького гетьмана Івана Сірка проти Кримського ханства що завершився рушійним розгромом останнього та втечами хана. Детальний опис подій складено в літописі Самійла Величка.

## Похід
У липні 1675 Іван Сірко що повернувся від гетьмана Правобережжя Петра Дорошенка на Запорізьку Січ і організував підтриманий всім військом похід на Кримське ханство на знак помсти за все скоїне татарами.
Після трьох тижнів матеріальної і військової підготовки до походу його було організовано тривалістю у два тижні. Зібравши двадцятитисячне військо і обравши свою праву руку, Іван Сірко обійшов Перекоп і рушив на південь у степ стежачи, щоб татари які в ньому блукали не вистежили його військо і не доповіли в Крим.
Проникши на територію Кримського ханства через Сиваш, Іван Сірко з корпусом який налічував 3-4 тисячі козаків проник до середини півострова по території Гнилого моря без ініціювання будь-яких бойових дій, адже його ціллю була столиця кримськотатарської держави — Бахчисарай, також — промисловий центр країни.
Там він розділив військо на декілька корпусів, у кожному призначив командира і наказав нещадно нищити Кримське ханство розійшовшись у всі сторони, та повернутися через п'ять днів до Сивашської протоки.
Довідавшись про присутність козаків, кримський хан втік в гори зі своєю свитою. Частина татар послідкувала його прикладу, частина збіглася до міцних укріплень. За літописом Самійла Величка, більшість решти татар було вбито.
Пізніше частина козаків вирушила до притоки зі здобиччю, тоді як інша оманливо розмахуючи татарськими прапорцями вирушила за його головою.
Зібравши військо з тих кому вдалося вижити, татарський правитель кинувся до бою проти Івана Сірка. В жорстокій битві він втратив близько 4000 вбитими. Побачивши позаду козаків які розмахували ординськими прапорцями, непідозрюючий нічого хан вірив у їх допомогу і сміливо рушив в жорстоку битву. Впізнавши своїх людей, отаман вийшов проти ворога. Зазнаючи важких втрат у бою, обдурений хан теж розгледів позаду себе козаків і разом з мурзами знову вдався до втечі якраз в напрямку їх руху. В результаті кілька тисяч татар було вбито, таке ж число захоплено, і його ледь не доповнив сам хан.
Після перемоги козаки з'єдналися у єдину групу, відпочили і вирушили вже через Каланчак, Чорну долину, Качкарі та вийшли з Криму.

## Воєнна здобич і звільнені християни
Повідомляється що Чорна долина була наповнена татарською худобою в одній упряжці з якими йшли самі татари. Було звільнено сім тисяч християн і захоплено двадцять три тисячі мусульман.
Іван Сірко дав християнам вибір між можливістю йти на Русь та можливістю йти до Криму: чотири тисячі вибрали перше, три тисячі — друге. Мусульмани стали товаром який повинен був сам себе продати або бути відісланим у безвихідну неволю до Москви.